# Болото Пигма
Болото Пигма — особо охраняемая природная территория ООПТ в Карелии. Расположена около деревни Уница в Кондопожском районе.
Является региональным памятником природы, было создано 24 мая 1989 года. На Болоте Пигма произрастает большое количество растений, которые занесены в Красные книги Карелии и России.
Общая площадь ООПТ — 525,0 га, площадь охранной зоны — 522,0 га.

## История создания
Обоснование создания ООПТ и её значимость:
Охрана сложной болотной системы, состоящей из мезоевтрофных сосновых и березово-сосновых травяных и травяно-сфагновых, мезоевтрофных и евтрофных травяных и травяно-сфагново-гипновых болотных массивов. Охрана местообитаний пальчатокоренника Траунштейнера (Dactylorhiza traunsteineri), занесенного в Красную книгу России (2008), и охрана уникального ключевого бугра с многочисленной популяцией дремлика болотного (Epipactis palustris) с большим обилием генеративных растений, занесенного в Красную книгу Республики Карелия (2007).

## Флора
Пальчатокоренник Траунштейнера (лат. Dactylorhiza traunsteineri), Дремлик болотный (лат. Epipáctis palústris). Другая болотная растительность.